# Wendy Kilbourne
Pour les articles homonymes, voir Kilbourne.
 (août 2013).
Si vous disposez d'ouvrages ou d'articles de référence ou si vous connaissez des sites web de qualité traitant du thème abordé ici, merci de compléter l'article en donnant les références utiles à sa vérifiabilité et en les liant à la section « Notes et références ».
Wendy Kilbourne Read (née le 29 juin 1964 à Los Angeles, Californie) est une ancienne actrice américaine qui exerce dorénavant le métier d'avocate.

## Biographie
Elle est connue pour avoir joué Constance Hazard dans la mini-série Nord et Sud (1985, 1986 et 1994) et celui de Devon King dans Jack Killian, l'homme au micro.
C'est sur le tournage de Nord et Sud qu'elle rencontre son futur mari, l'acteur James Read avec qui elle s'est mariée en 1988. Le couple vit à Santa Barbara en Californie avec leurs deux enfants, Jackson et Sydney. Elle est également la petite-fille de Noel Langley.
Elle a arrêté son métier d'actrice pour entrer dans une école de droit d'où elle sortit diplômée et est avocate en Californie. 
James Read est le fondateur et le Président-Directeur général de la Fondation The Children's Project de Santa Barbara, une pension pour les enfants adoptés.

## Filmographie

### Cinéma
- 1988 : Going to the Chapel de Paul Lynch :

### Télévision

#### Téléfilms
- 1984 : Calendrier sanglant (en) (Calendar Girl Murders) de William A. Graham : Heather English
- 1985 : Condor, Los Angeles 1999 de Virgil W. Vogel : Lisa Hampton
- 1989 : Ascenseur pour le passé (Turn Back the Clock) de Larry Elikann : Tracy Alexander
- 1990 : Contre toute évidence (Revealing Evidence: Stalking the Honolulu Strangler) de Michael Switzer : Alyce Hewitt

#### Séries télévisées
- 1982 : Dynastie (Dynasty) : Debbie
- 1983 : The Paper Chase (en) :
- 1983 et 1984 : Matt Houston : Joyce
- 1984 : K 2000 (Knight Rider) : Lauren Janes
- 1984 : Espion modèle (Cover Up) : Karin Barton
- 1984 : Riptide : Stéphanie Anne Davidson / Harper / Delgado / Kamal
- 1984 : L'Agence tous risques (The A-Team) : Nicole 'Nikki' Monroe
- 1985, 1986 et 1994 : Nord et Sud (North and South) : Constance Flynn Hazard
- 1986 : Hôtel (Hotel) : Mary
- 1986 : Arabesque (Murder, She Wrote) : Susan Ainsley
- 1987 : Nothing in Common (en) : Jacqueline North
- 1988-1990 : Jack Killian, l'homme au micro (Midnight Caller) : Devon King
- 1993 : Jack's Place (en) : Samantha Tree
- 1996 : Les Héros de Cap Canaveral (The Cape) : Caitlin Grayson